# Малий Гук
Мали́й Гук — водоспад в Українських Карпатах (масив Покутсько-Буковинські Карпати) на річці Пістинька, менший із Сріблястих водоспадів. Розташований поруч з Великим Гуком. 
Висота водоспаду — бл. 2 м. 